# اعتراضات علیه سوپا و پیپا

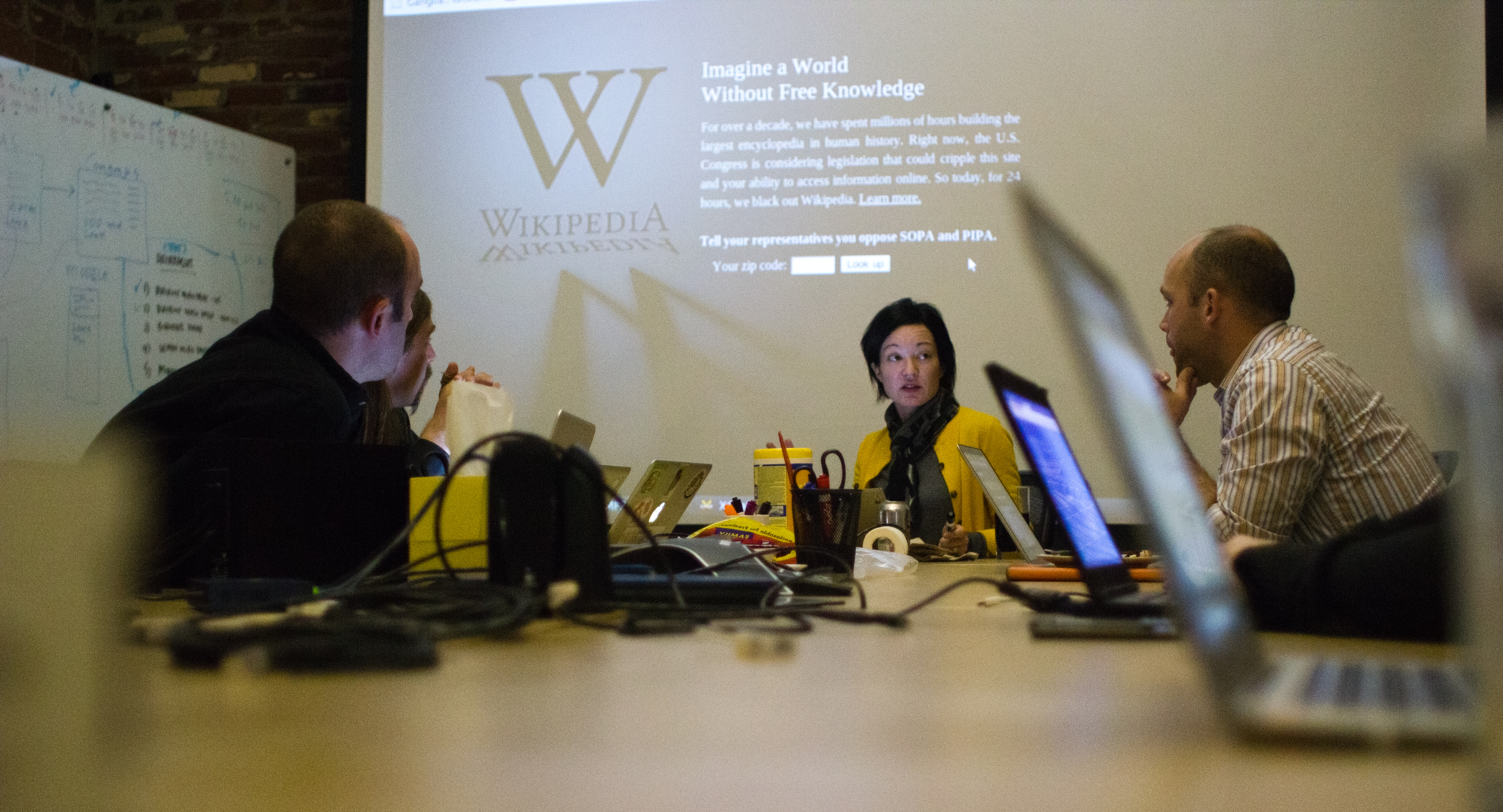
سو گاردنر در جلسه بنیاد ویکی‌مدیا که دربارهٔ تعطیلی ویکی‌پدیای انگلیسی صحبت می‌کند. (شامگاه ۱۷ ژانویه ۲۰۱۲)

در تاریخ ۱۸ و ۱۹ ژانویه ۲۰۱۲ نسخه ویکی‌پدیای انگلیسی به مدت ۲۴ ساعت در خاموشی و تعطیلی به سر برد. ویکی‌پدیای انگلیسی در جایگزین نمایش نوشتارها یک پیام در یک صفحه سیاه در مخالفت با قانون توقف سرقت آنلاین به نمایش گذاشت. این واکنش به منظور ابراز مخالفت با طرح Stop Online Piracy Act) SOPA) از طرف مجلس نمایندگان آمریکا و همچنین لایحه PROTECTIP Act) PIPA) مجلس سنا است که در صورت تصویب آن‌ها به اینترنت آزاد و به‌خصوص سایت‌هایی مثل ویکی‌پدیا صدمات جبران‌ناپذیری وارد خواهد آمد. بنیاد و ویکی‌پدیا امیدوار است با انجام این طرح که برای طرفداری از حقوق خوانندگان انجام می‌شود حمایت خود را از آزادی بیان به گوش دنیا برساند.

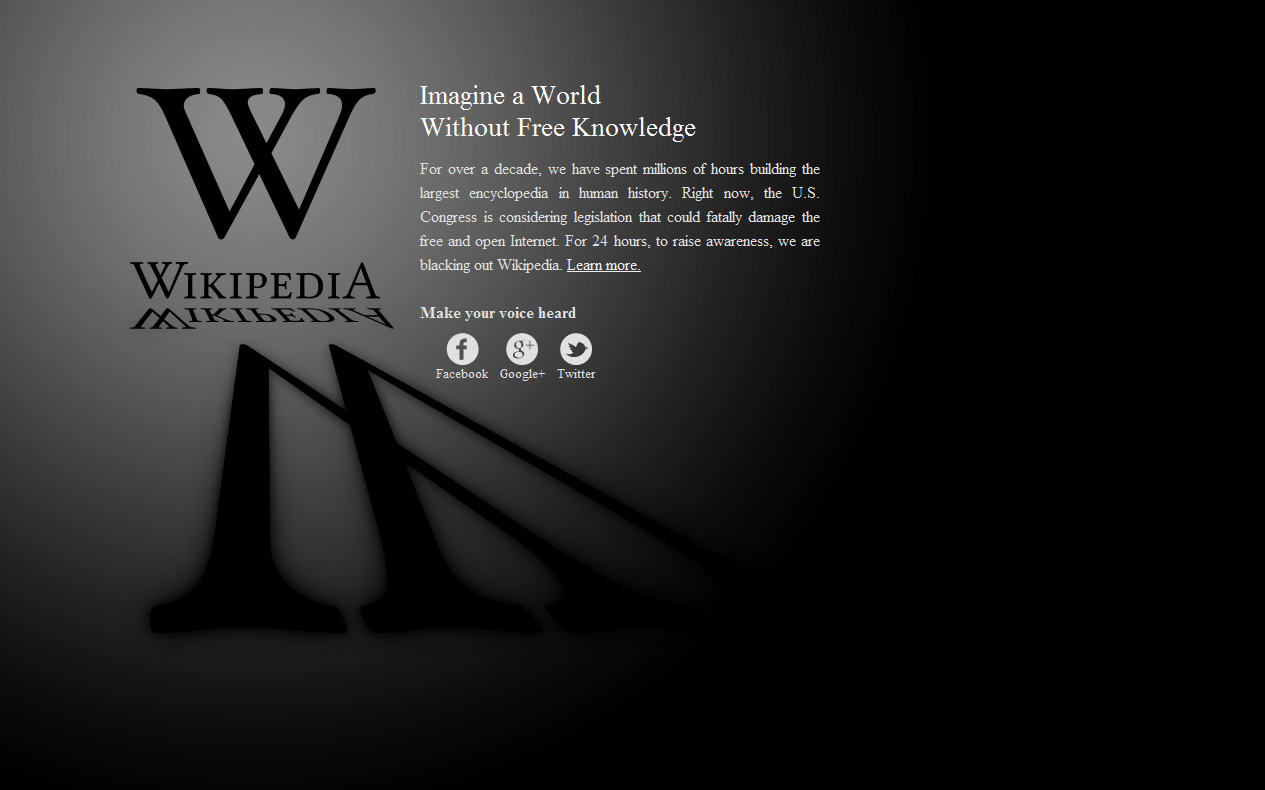
نماگرفت از صفحه سیاه ویکی‌پدیا در تاریخ ۱۸ ژانویه در اعتراض به قانون

## اعلام تعطیلی
طبق گفته سو گاردنر، مدیر اجرایی بنیاد ویکی‌پدیا، انجمن ویکی‌پدیا اعلام کرده که نسخه انگلیسی این وبسایت در تاریخ ۱۸ ژانویه از ساعت ۵ به وقت جهانی (UTC) غیرقابل دیدن خواهد شد.

## هدف
این واکنش به منظور ابزار مخالفت با طرح Stop Online Piracy Act) SOPA) از طرف مجلس نمایندگان آمریکا و همچنین لایحه PROTECTIP Act) PIPA) مجلس سنا است که در صورت تصویب آن‌ها به اینترنت آزاد و به‌خصوص سایت‌هایی مثل ویکی‌پدیا صدمات جبران‌ناپذیری وارد خواهد آمد. بر طبق قانون حمایت از مالکیت معنوی یا Stop Online Piracy Act) SOPA) که در ۲۶ اکتبر ۲۰۱۱ در مجلس نمایندگان آمریکا مطرح شده‌است به دیوان عدالت آمریکا و دارندگان حق کپی رایت اختیارات لازم را می‌دهد تا شکایت خود را علیه وبسایت‌هایی که این حقوق را نادیده گرفته‌اند به صورت رسمی دنبال کنند.

## حقوق و آزادی کاربران
بنیاد و ویکی‌پدیا امیدوار است با انجام این طرح که برای طرفداری از حقوق خوانندگان انجام می‌شود حمایت خود را از آزادی بیان به گوش دنیا برساند. آن‌ها معتقدند که همه کاربران حتی در شرایط عدم توانایی برای پرداخت پول، حق دارند تا آزادانه به اطلاعات آموزشی دسترسی داشته باشند. این اولین باری است که ویکی‌پدیا به یک مخالفت عمومی به این روش دست زده‌است.